# Museo Thorvaldsen
El Museo Thorvaldsen se encuentra en la isla Slotsholmen, en el centro histórico de la ciudad de Copenhague, capital de Dinamarca. Es un museo monográfico que custodia y expone las obras y la colección privada del escultor neoclásico Bertel Thorvaldsen, que vivió y trabajó en Roma la mayor parte de su vida. El museo, ubicado junto al Palacio de Christiansborg, fue diseñado por Michael Gottlieb Bindesbøll y construido entre los años 1837 y 1848, tras la donación de obras por el artista.

## Edificio
El Museo Thorvaldsen nació por iniciativa de Federico VI de Dinamarca para dar respuesta al deseo expresado por el propio Thorvaldsen. Un primer núcleo de obras fue donado por Bertel Thorvaldsen en 1830. El resto fue donado en 1838 tras retornar a su patria después de cuarenta años de trabajo activo en Roma. La construcción del edificio se inició en 1837 y el lugar elegido fue una isla en el centro histórico. El proyecto fue encargado al arquitecto Michael Gottlieb Bindesboll y tras diez años de obras, el museo fue inaugurado el 18 de septiembre de 1848.
El edificio está muy influenciado por la arquitectura griega clásica y alberga un patio interior donde está enterrado el artista. El patio destaca por sus motivos egipcios: altas palmeras, leones y cocodrilos entre pájaros y plantas exóticas. La influencia egipcia en el exterior es mucho menor, donde se hallan grandes puertas de forma trapezoidal, donde el arquitecto quería homenajear de nuevo la arquitectura de la región griega de Ática, de Pompeya y del antiguo Egipto. Se caracteriza por el uso de colores tanto en el interior como en el exterior. Cada sala del museo tiene una decoración en el techo en estilo grutesco. El exterior está adornado con una representación de la llegada del artista a su país natal desde Roma en 1838, realizada por Jørgen Sonne.

## Colección
El museo exhibe una considerable colección del artista en cuestión, en mármol y en cerámica, incluyendo los modelos originales de cerámica que usaba para posteriormente realizarlos en bronce y mármol, hoy en día repartidos en museos, iglesias y otras localizaciones por todo el mundo. El museo también muestra pinturas, antigüedades griegas, romanas y egipcias, bocetos e impresiones que coleccionó Thorvaldsen durante su vida, así como objetos personales que usaba usualmente para sus obras.

## Galería de imágenes

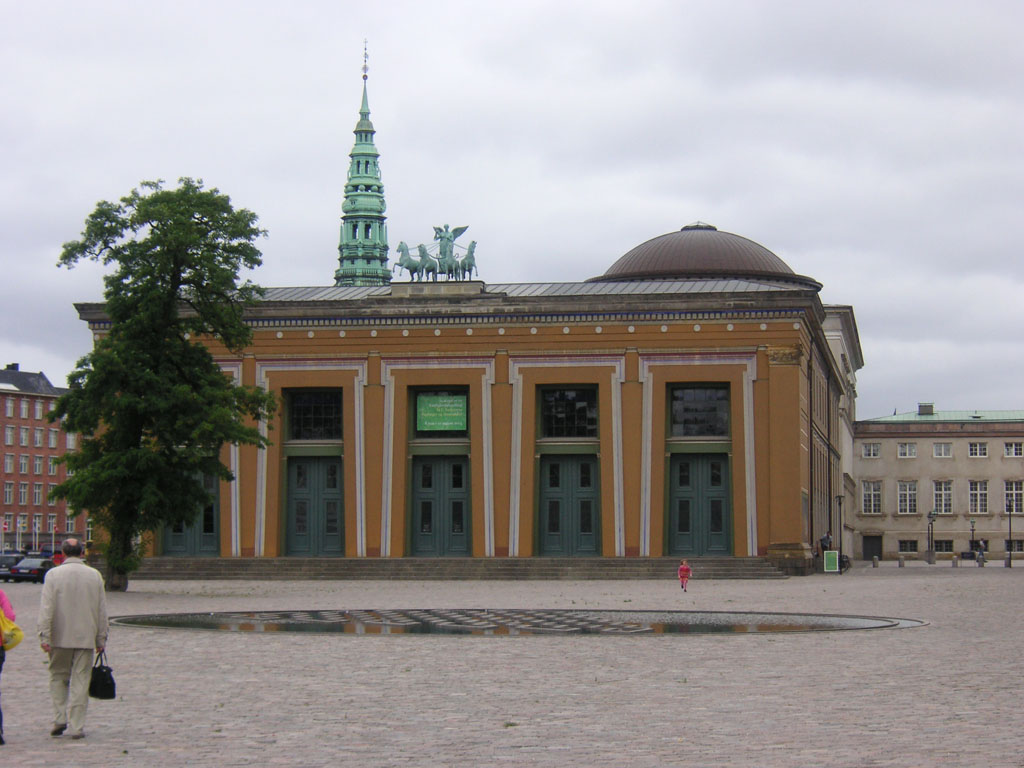
Entrada
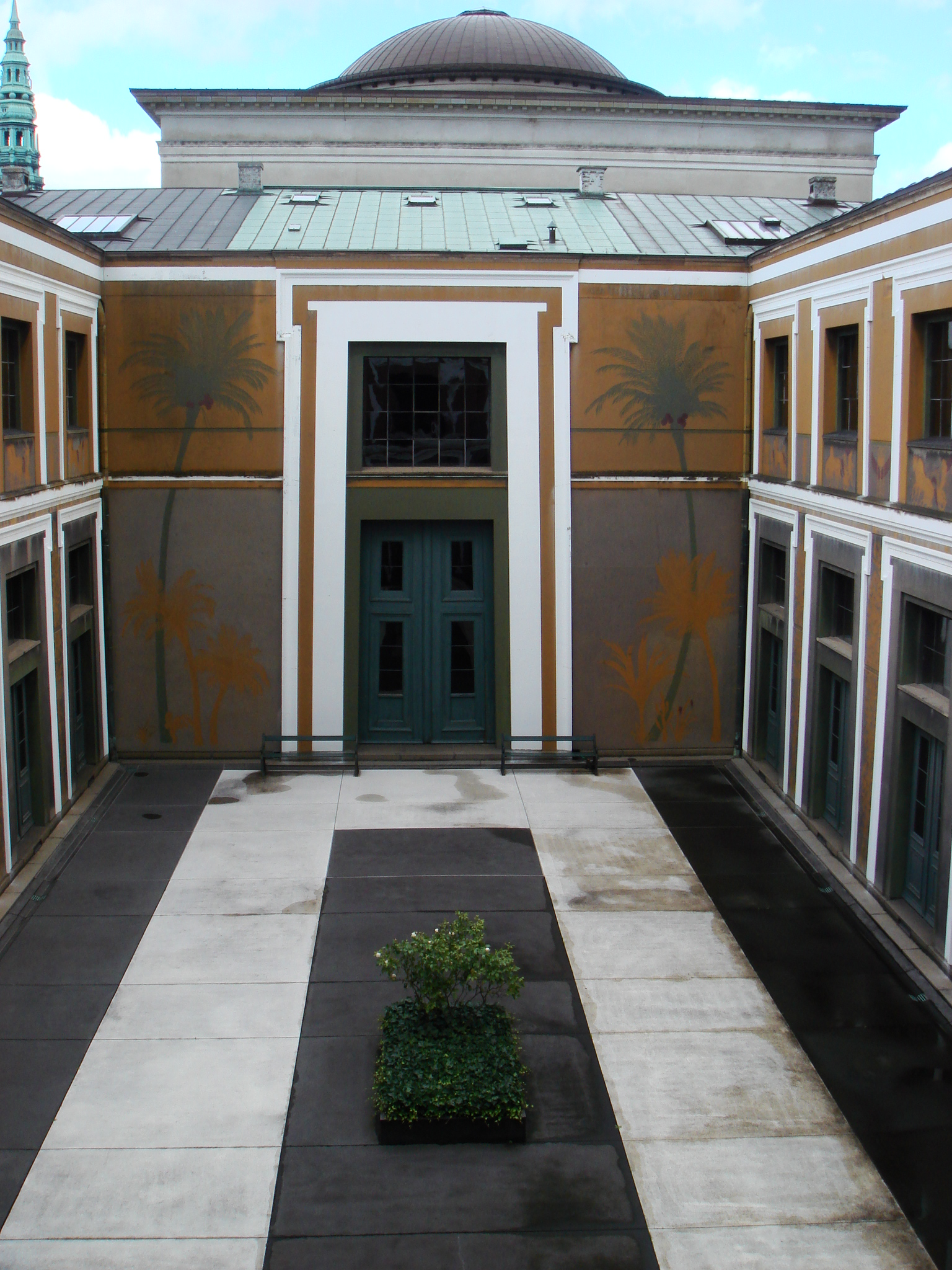
Tumba de Bertel Thorvaldsen
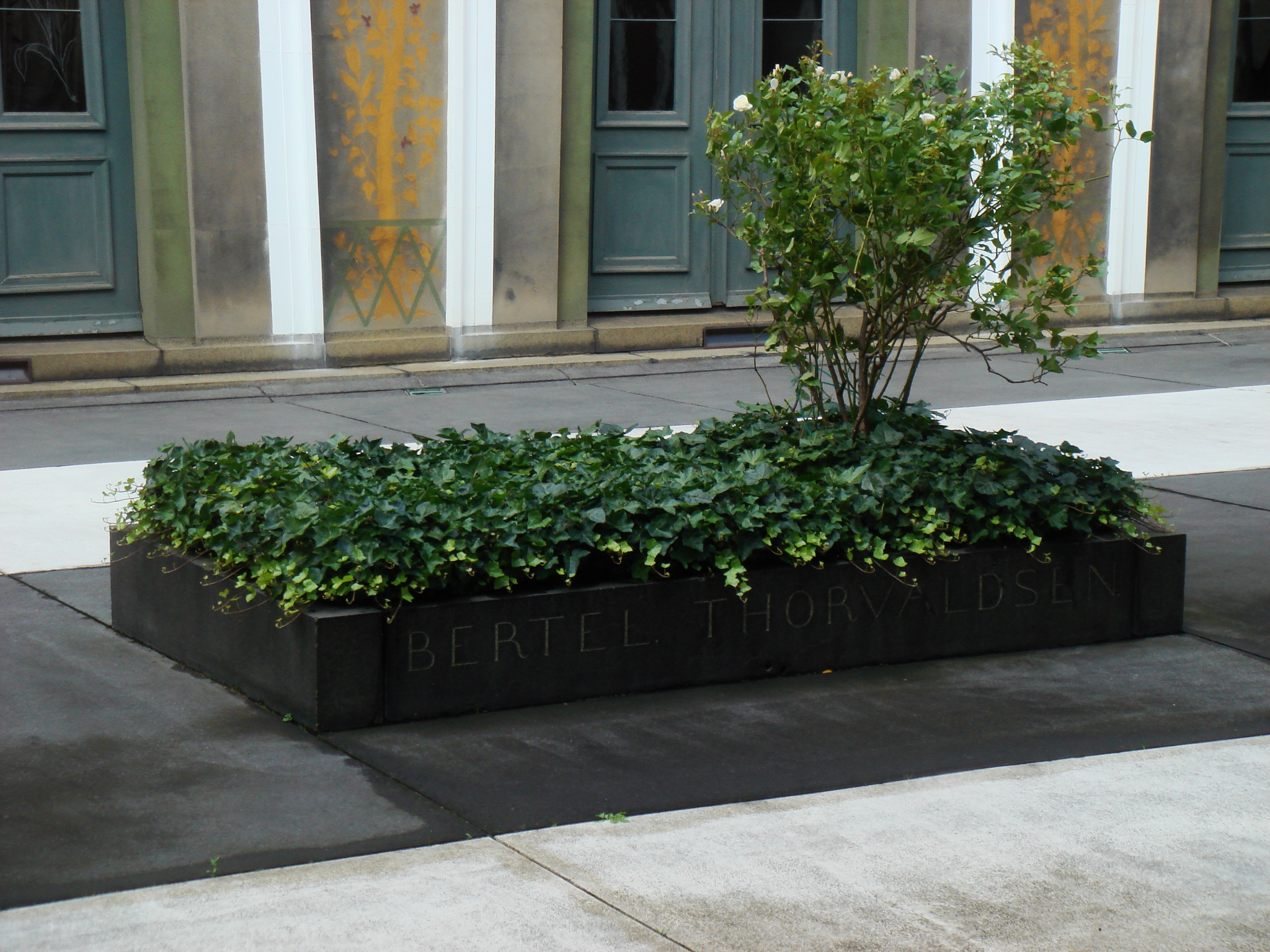
Tumba de Bertel Thorvaldsen
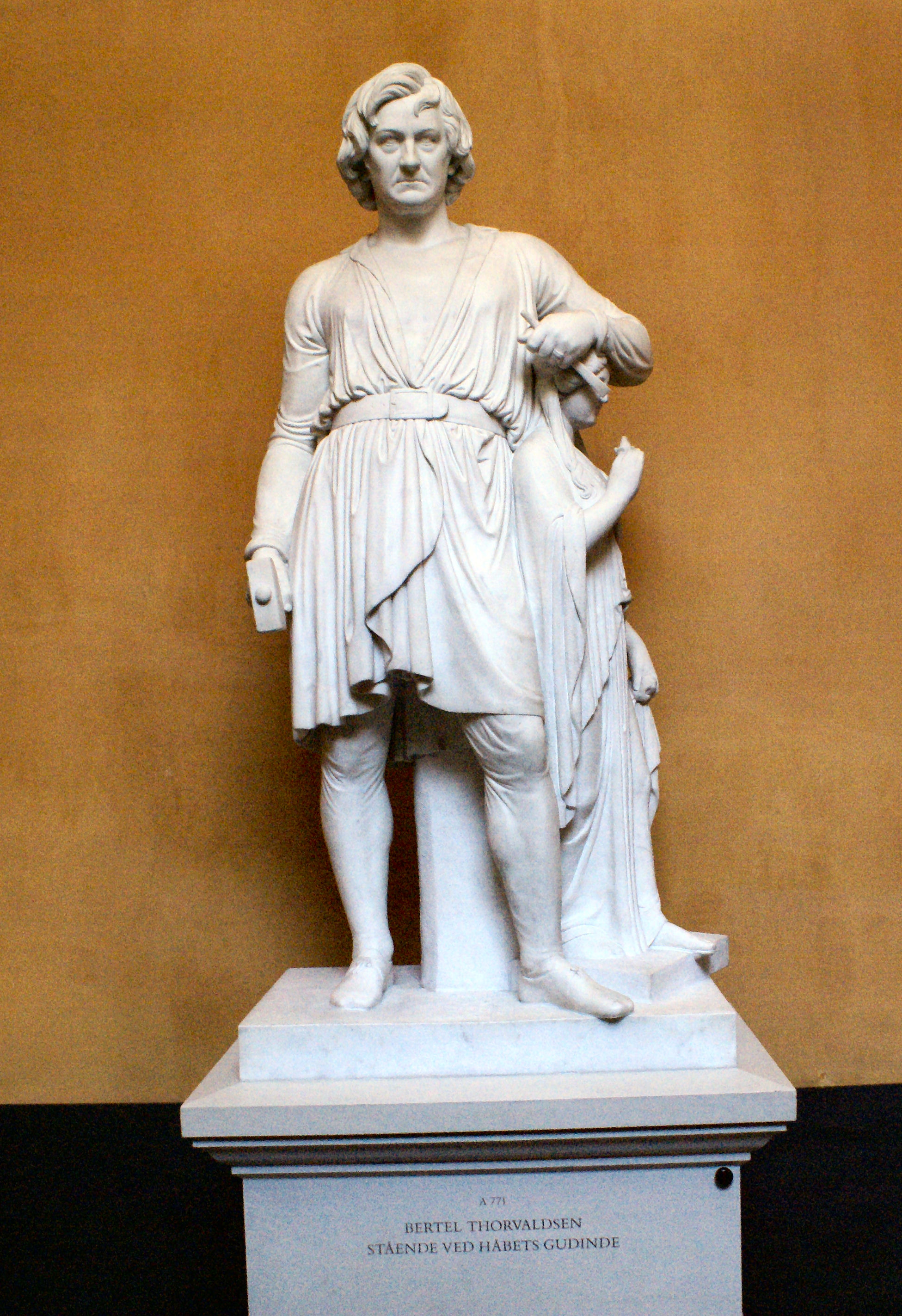
autorretrato de Bertel Thorvaldsen
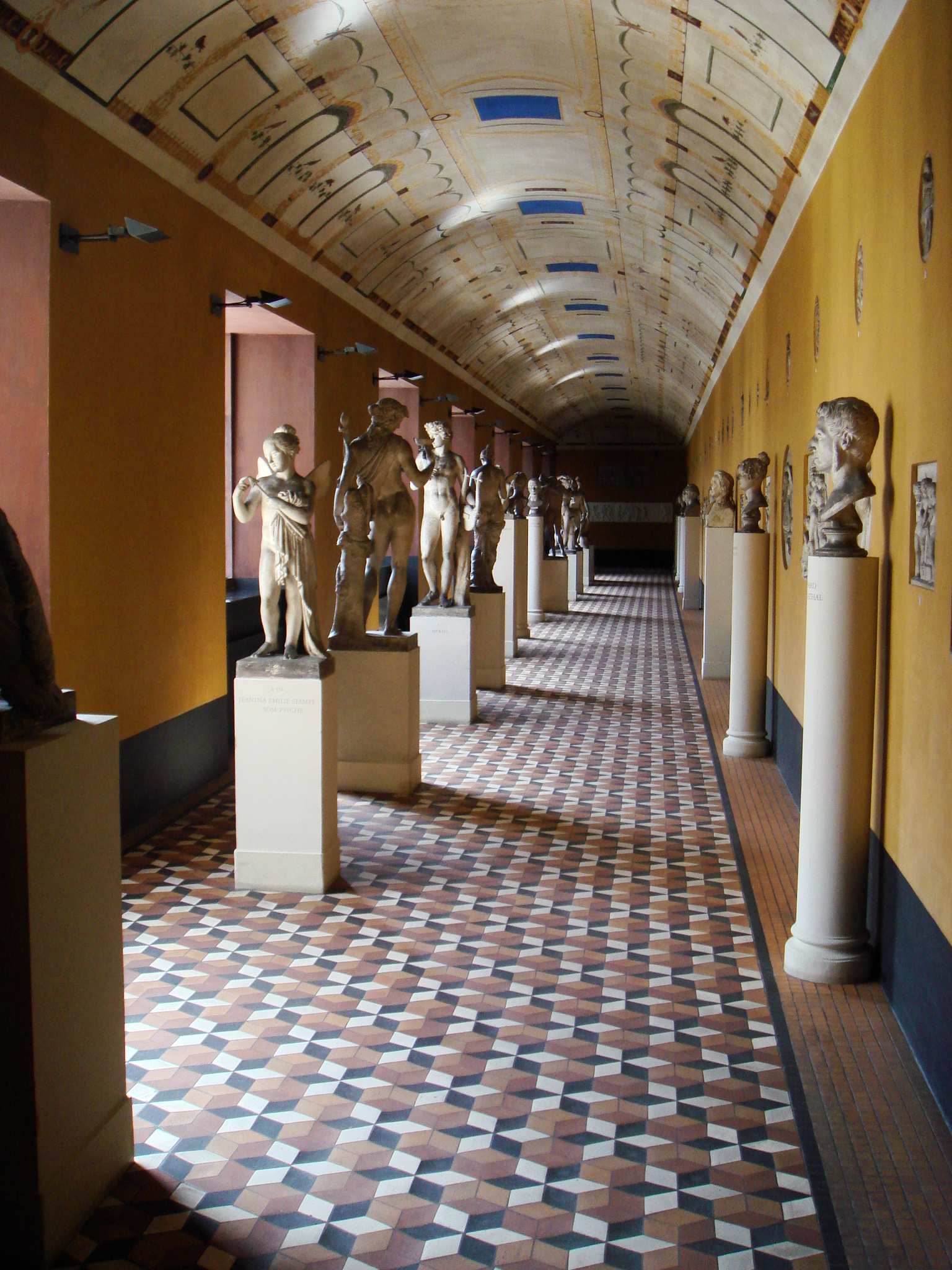
Corredor
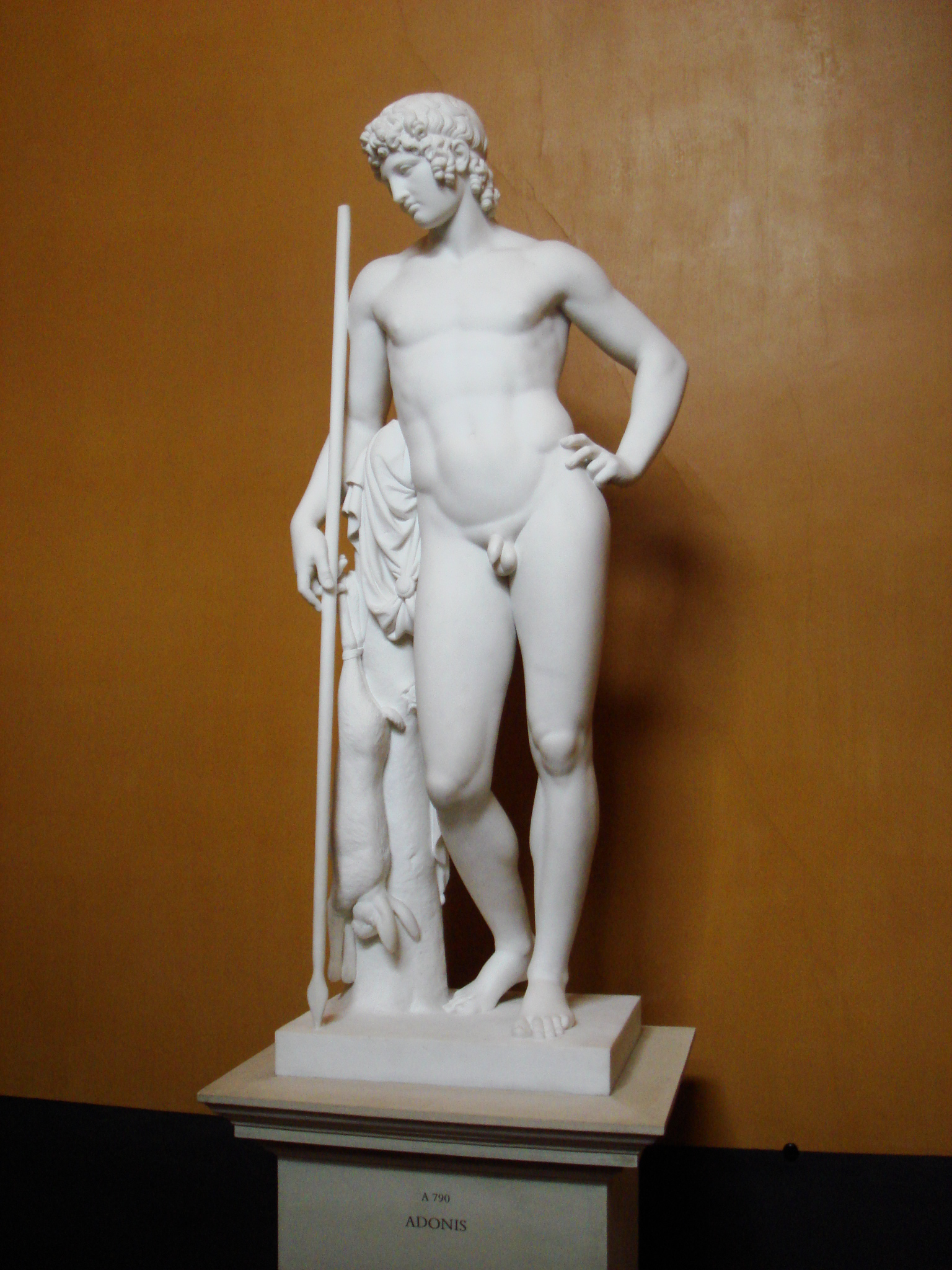
Adonis
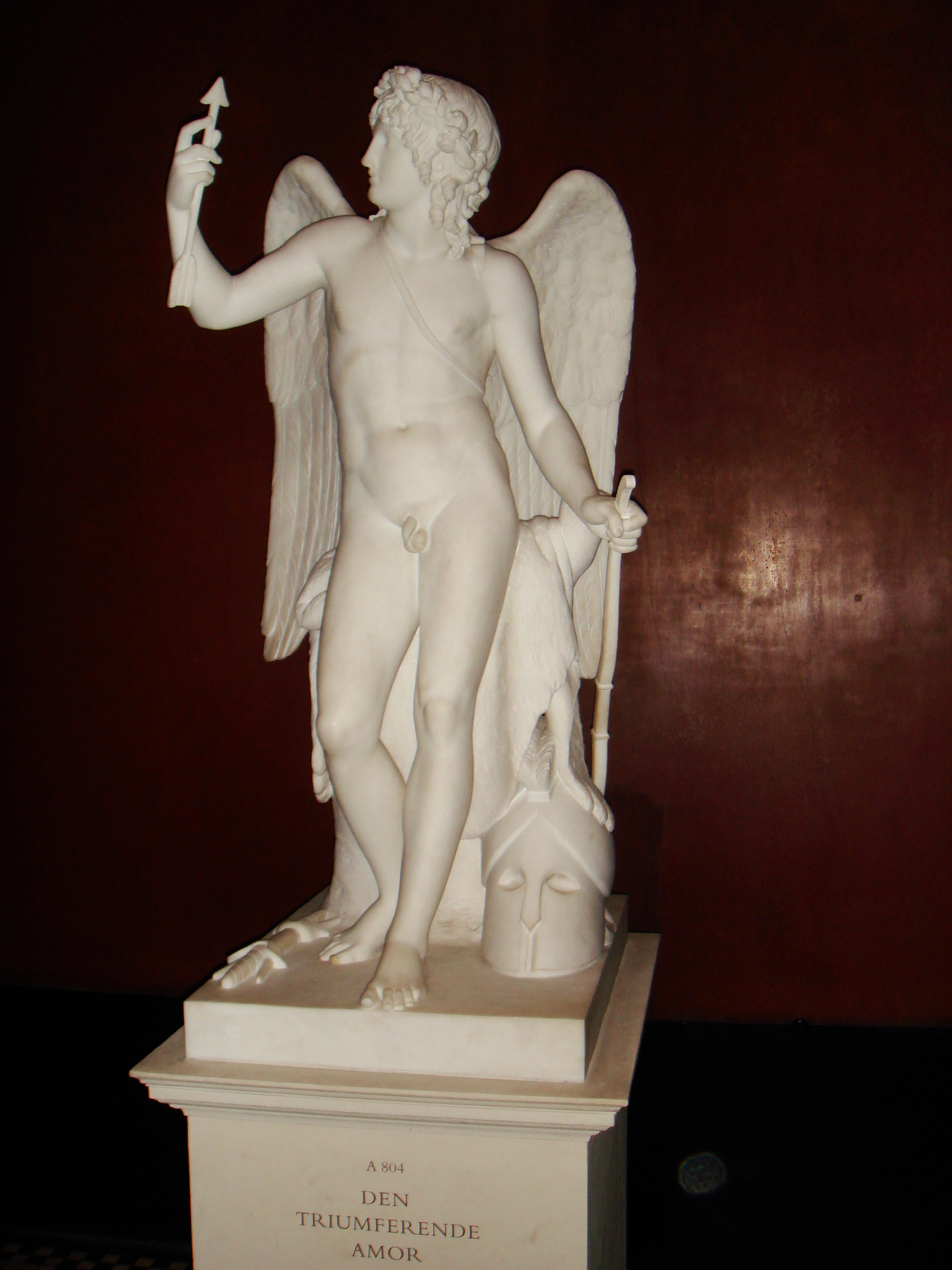
Amor triunfante
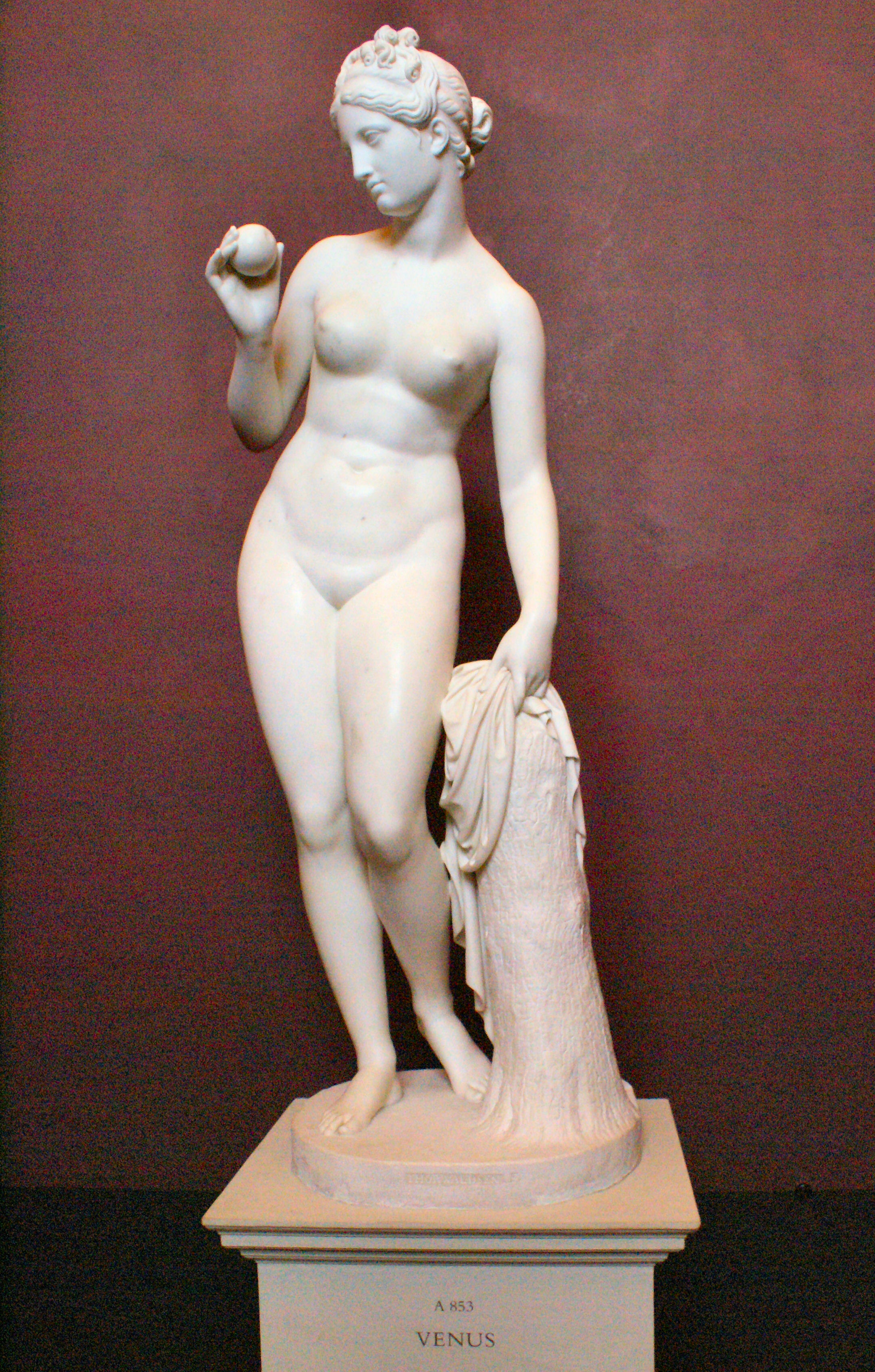
Venus
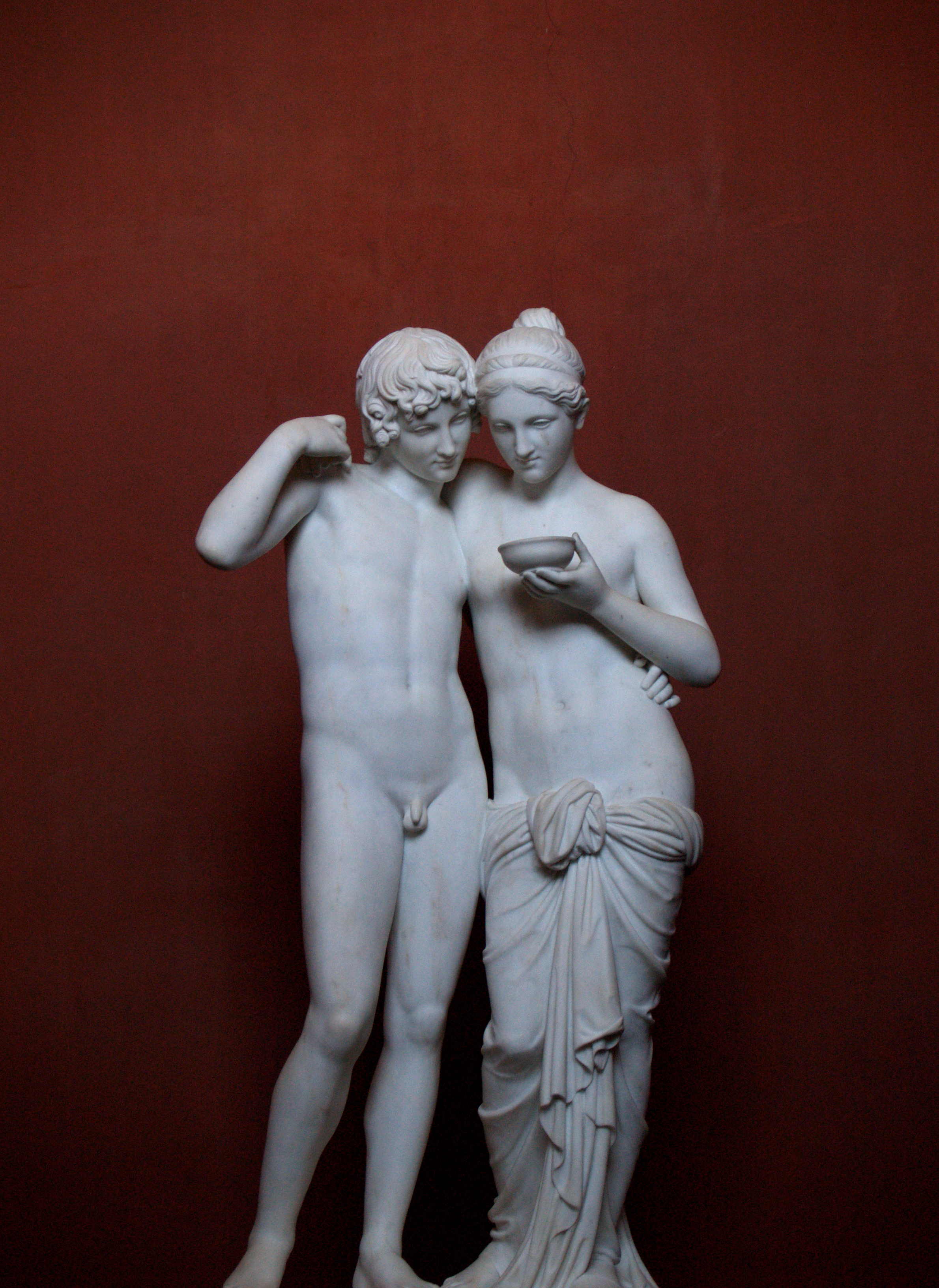
Amor y Psiche
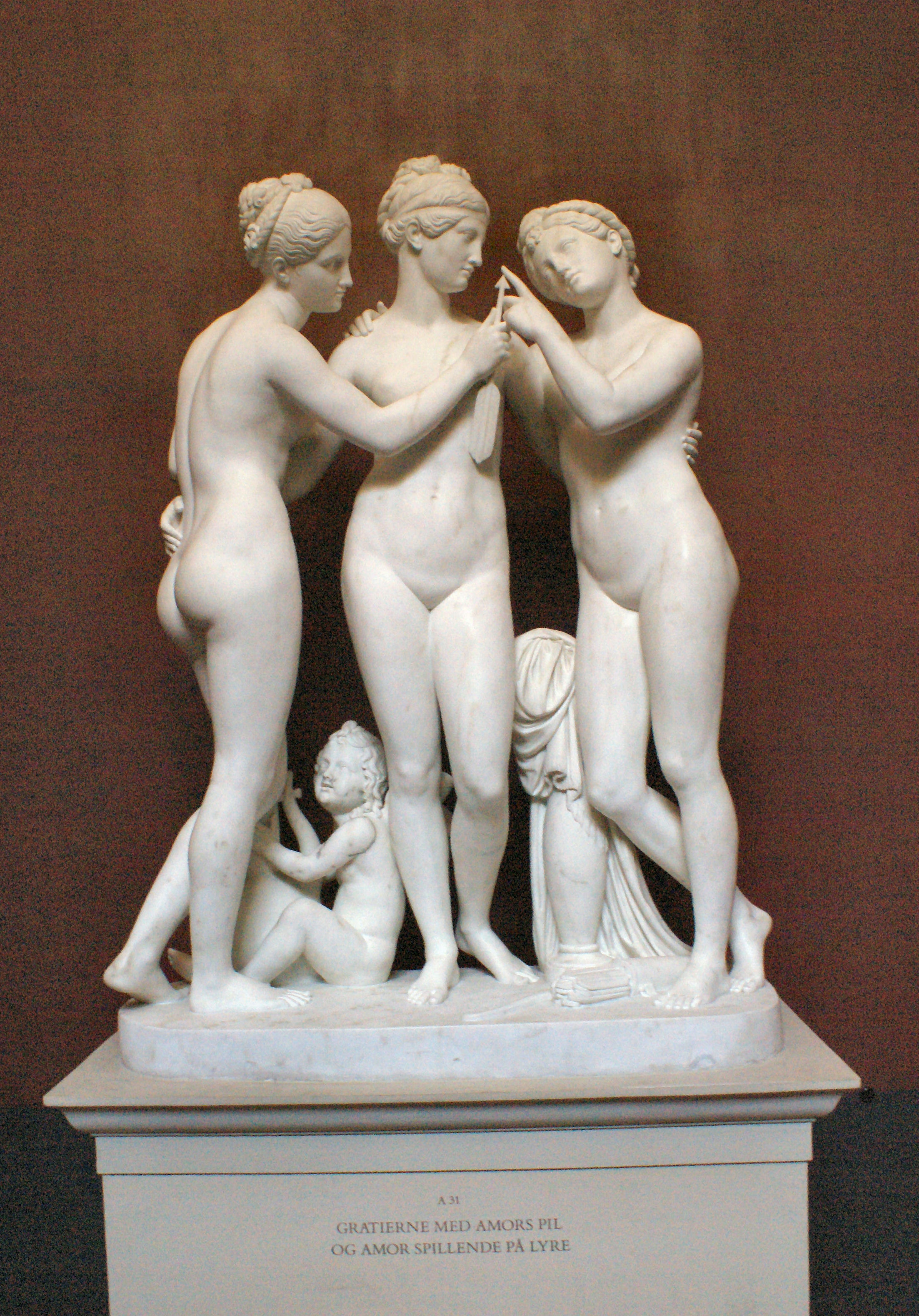
Las Tres gracias con Amore
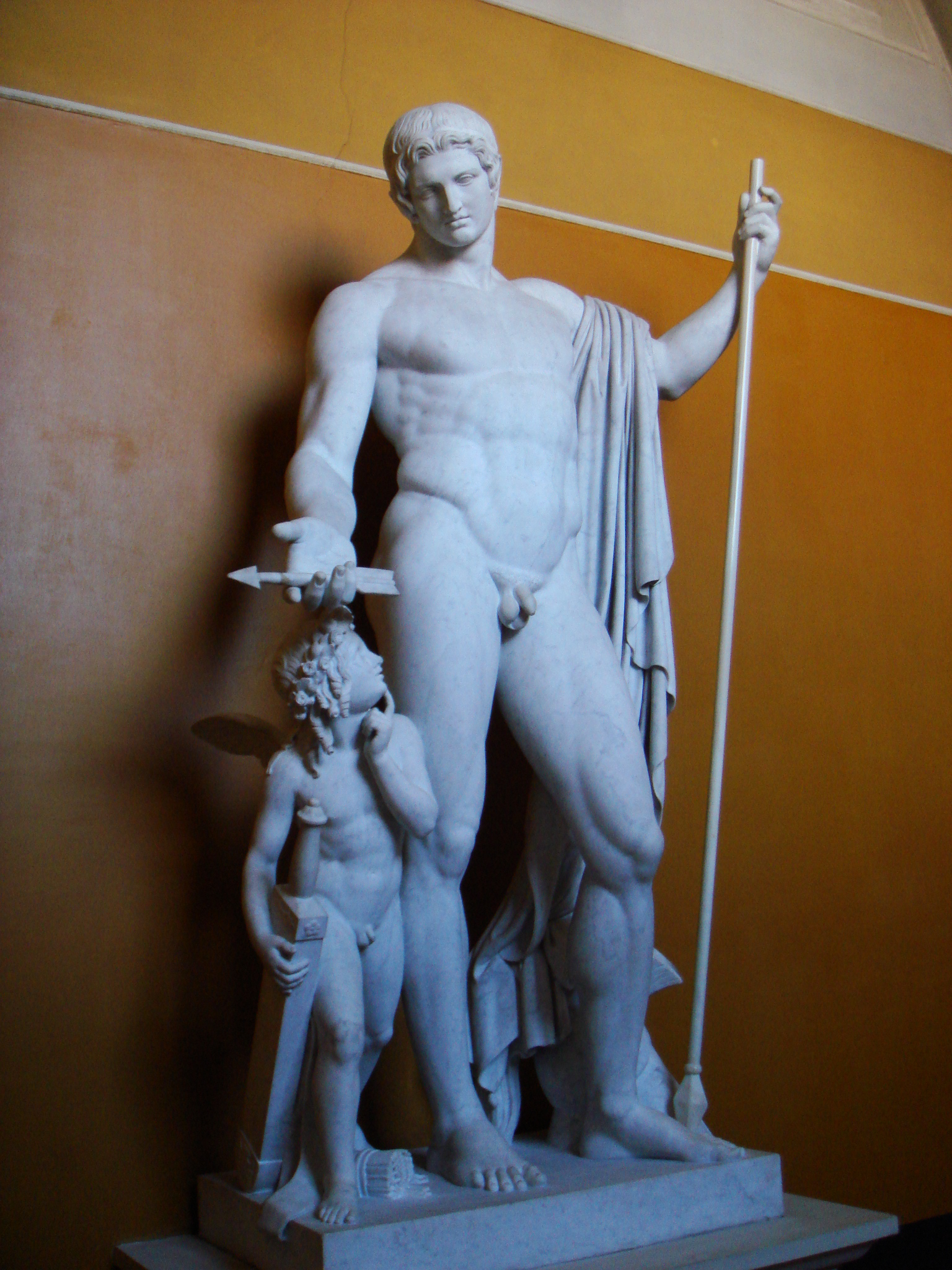
Marte y Cupido
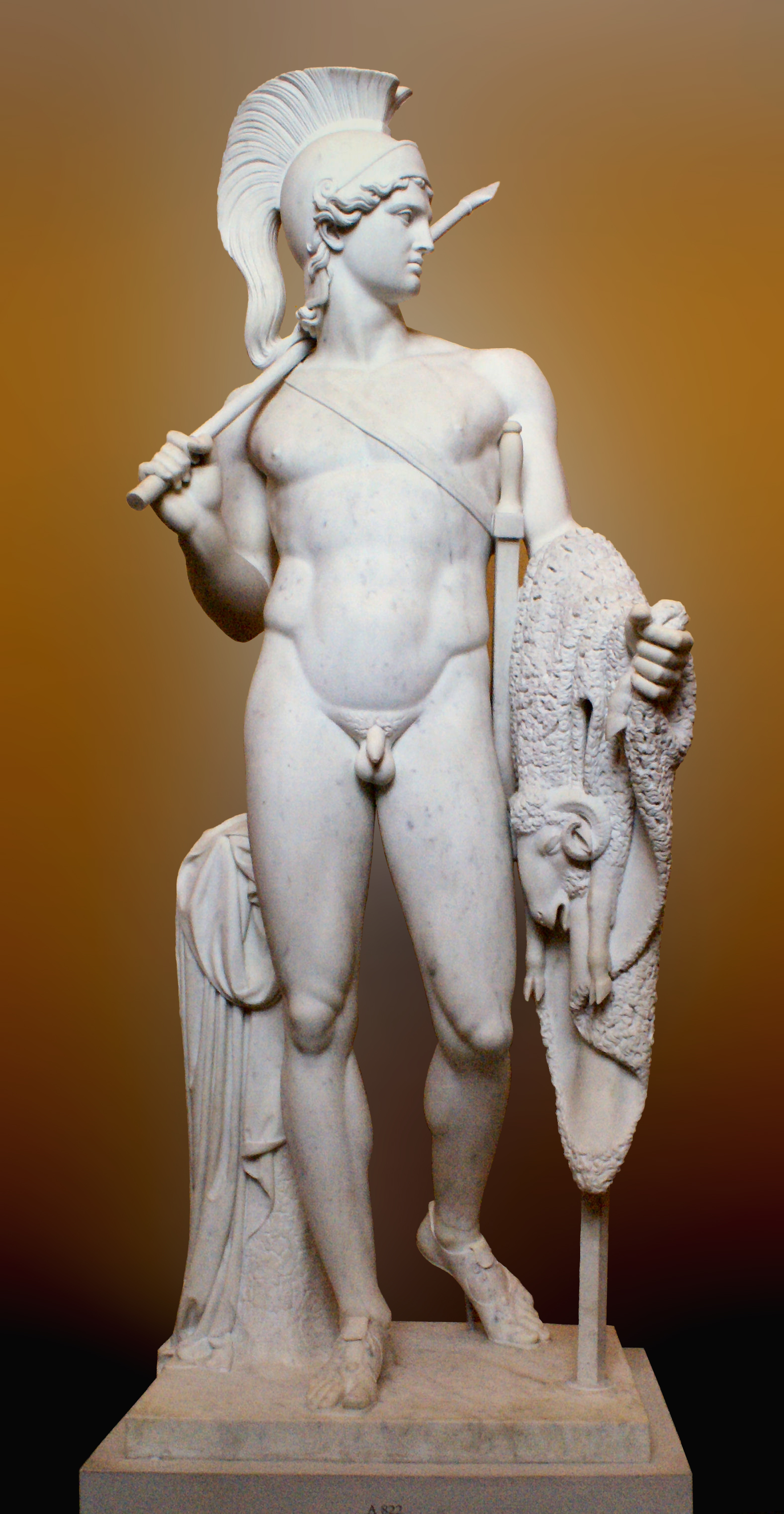
Jasón y el vellocino de oro
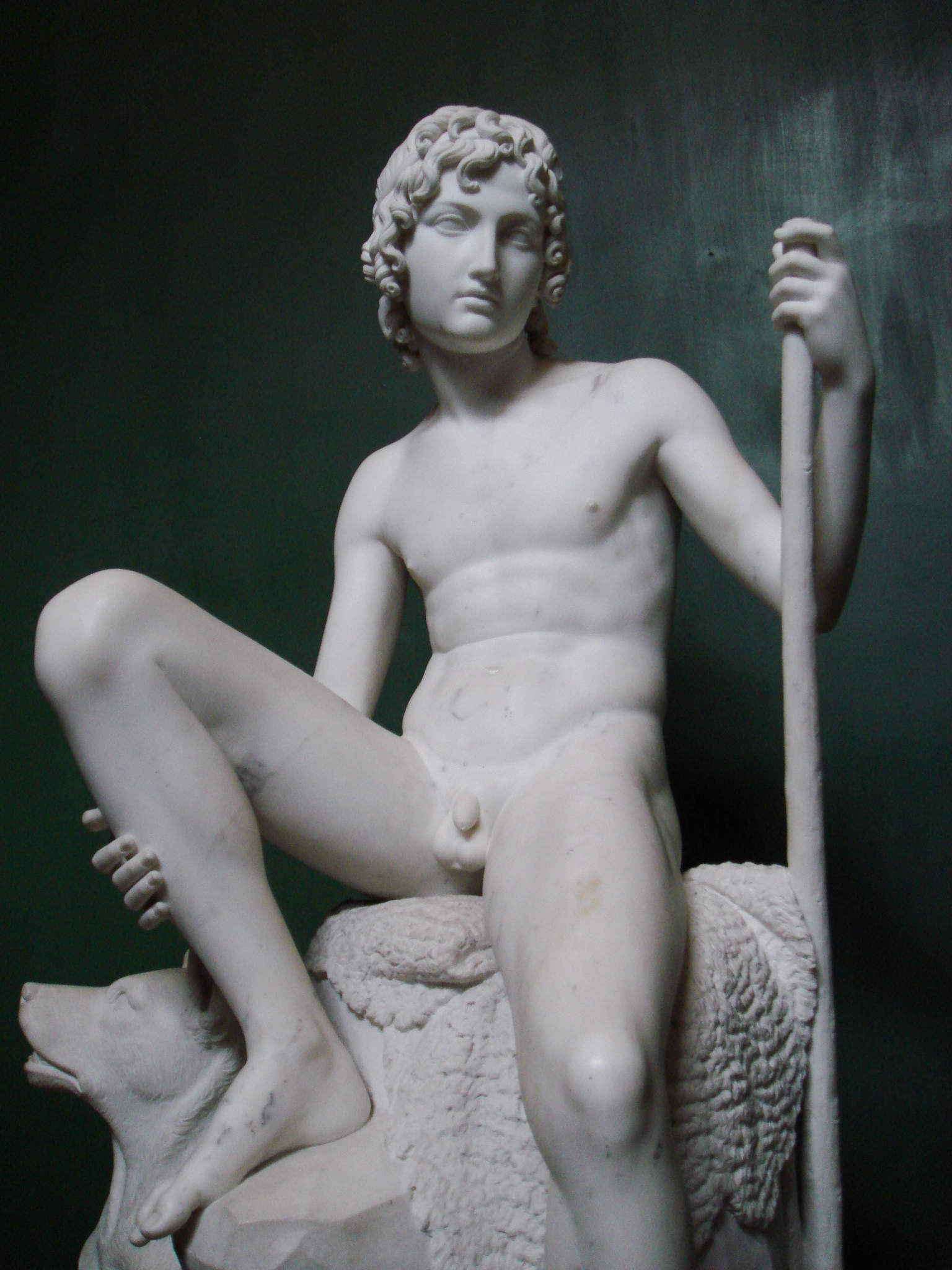
El pastorcillo Dafne alegoría de la Poesía
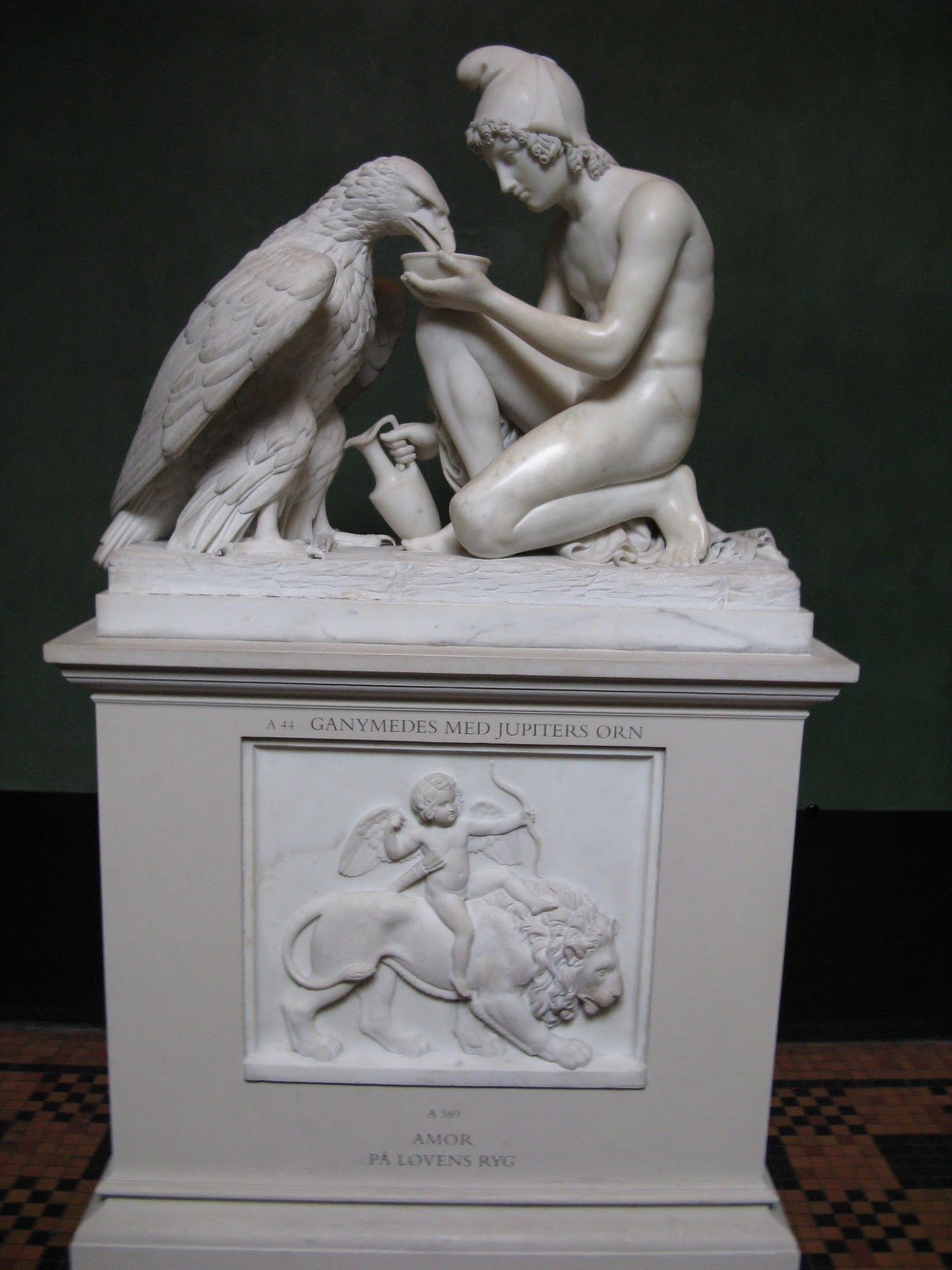
Ganímedes
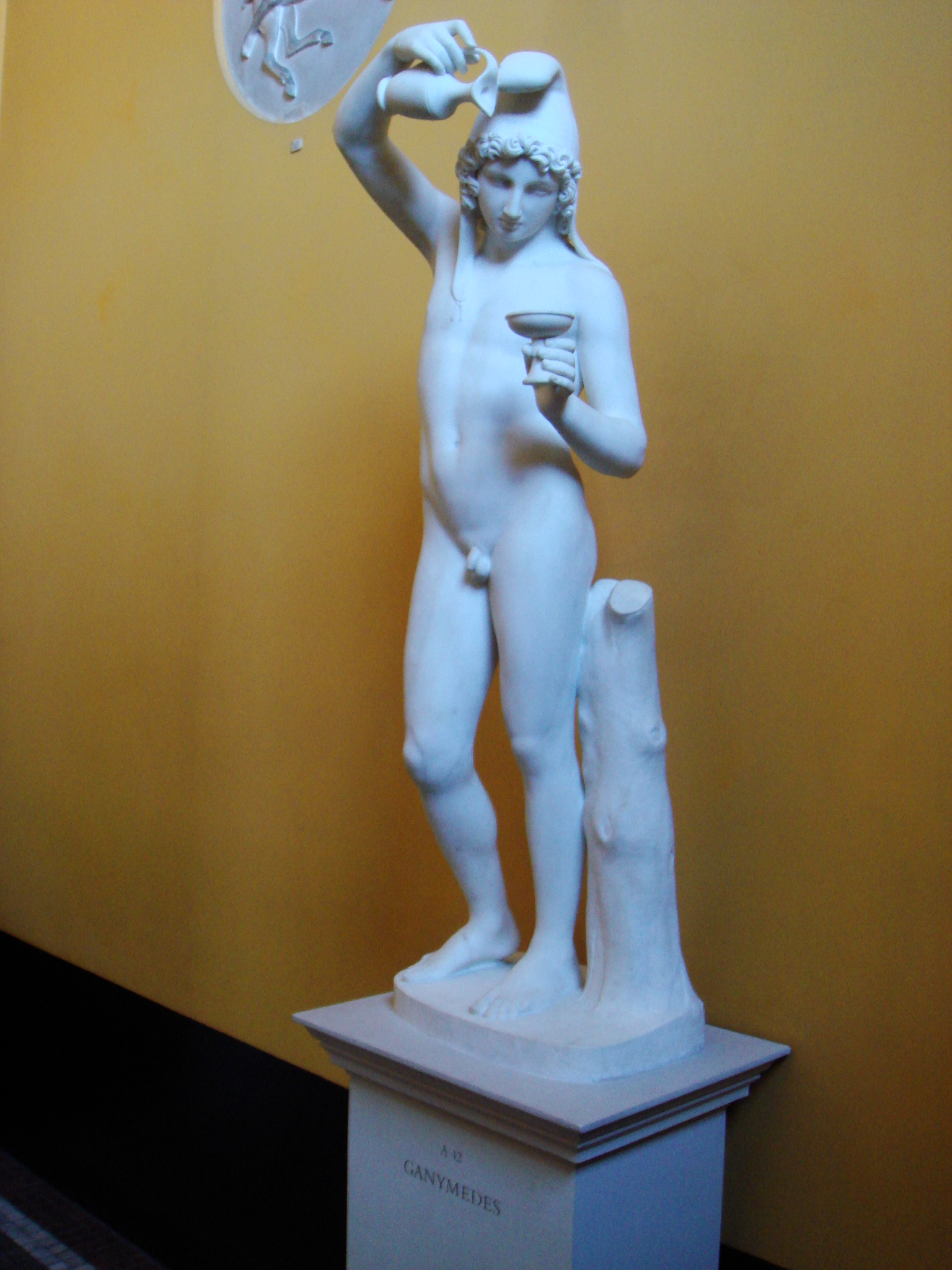
Ganímedes
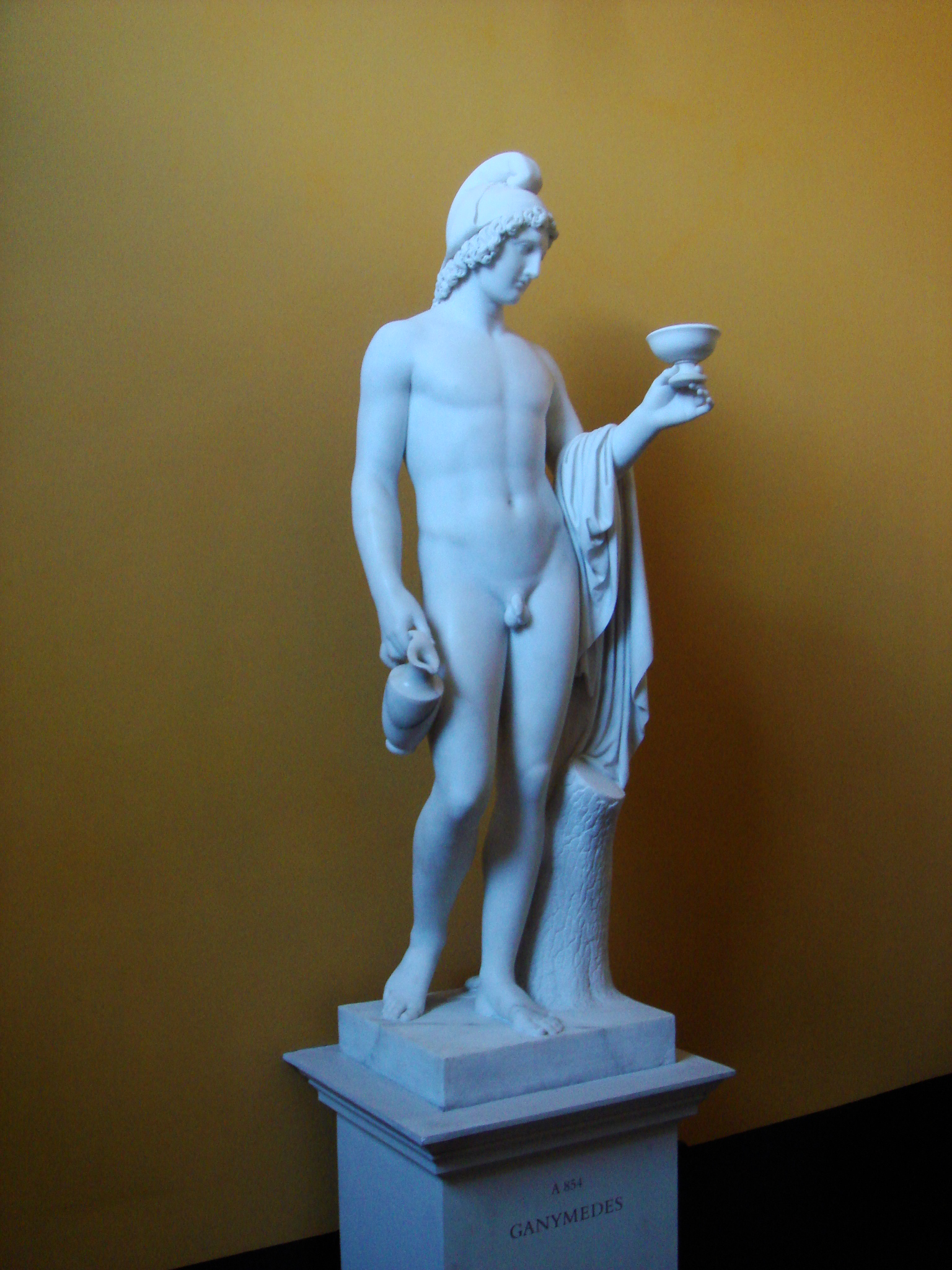
Ganímedes